# Perrhaiboszok
A perrhaiboszok harcias, hatalmas ókori pelaszg néptörzs, amely Euboiából költözött Thesszáliába, s annak Hesztieotisz és Pelaszgiotisz nevű tartományaiban telepedett le. Thesszália északi részét egyes ókori szerzők emiatt néha Perrhaibeia néven is említik. Területükön sok híres város feküdt, így északon Dolikhé, Azorusz, Malloea, Olosszon, délebbre Mülai, északkeletre az Olümposz déli lejtői és a Peneus folyó közt Gonnosz. Livius és Sztrabón említi őket.